# Gonna Make You Sweat (Everybody Dance Now)
A Gonna Make You Sweat (Everybody Dance Now) című dal az amerikai C+C Music Factory debütáló kislemeze, mely 1990. november 18-án jelent meg a Columbia Records kiadónál. A dal nagy sikert aratott az Egyesült Államokban, valamint számos Európai országban is slágerlistás helyezést ért el, úgy mint Ausztria, Németország, Hollandia, Svájc, ahol 1. helyezést ért el.

## Előzmények
A dalban lévő rap betétet Freedom Williams adja elő, és Martha Wash vokálozik a dalban, azonban a videóklipben Zelma Davis látható, aki Wash énekére tátog.
1994-ben Martha Wash pert indított az együttes ellen, mivel ő nem szerepelt a videóklipben, csupán a hangját használták fel a produkcióban.

## Fogadtatás
A dal megjelenésekor széles körben nagy sikert aratott, több slágerlistára is felkerült, és a rádióállomások is folyamatosan játszották. A zenei videó folyamatosan műsoron volt az MTV-n. A zenei kritikusok is dicsérték Freedom Williamset, valamint Martha Wash erőteljes énekét is. A dal azóta az egyik legnagyobb klasszikusnak számít zenei körökben.
A Billboard magazin Robert Clivillés és David Cole produkcióját felvillanyozónak jellemezte, valamint a The Weather Girls énekesnőjének Martha Washnak kimagasló hangja, erőteljessé teszi dalt. Legjobban a Black Box Everybody Everybody című dalhoz, és a Snap! The Power című dalához hasonlították.

## Slágerlistás helyezések
A dal 1990-ben öt hétig volt a Billboard listáján, valamint 1991-ben két hétig volt a Billboard Hot 100-as listán helyezett, február 9 és 16. között. Az R&B listán egy hétig volt helyezett a dal.

## Hatása
A VH1 zenecsatorna 100 Greatest Dance Songs (100 legnagyobb dance sláger) listáján a 9. helyezést kapta, valamint a 100 Greatest Songs of the 90's (100 legnagyobb sláger a 90-es évekből) listán pedig a 36. helyen végzett a 2007-es felmérés alapján.
Az MTV Dance zenecsatornán a 35. helyezést érte el a dal a The 100 Biggest 90s Dance Anthems of All Time (A legnagyobb 90-es évek beli dance himnusz) felmérése alapján 2011-ben.

## Videóklip
A videót Marcus Nispel rendezte, és táncosok szerepeltek egy fehér hátsó csepp előtt. Zelma Davis szerepel a klipben, azonban a dalt Martha Wash énekli. Davis csak tátog Wash énekére.

## Megjelenések
12"  Egyesült Királyság CBS – 656454 6
- A Gonna Make You Sweat (Slammin' Vocal Club Mix) 6:48
- B1 Gonna Make You Sweat (Clivilles & Cole DJ's Choice Mix) 5:00
- B2 Gonna Make You Sweat (The Master Mix – Instrumental) 4:54

12"  Amerikai Egyesült Államok
Columbia – 44 73691
- A	Gonna Make You Sweat (Everybody Dance Now) (The Clivillés/Cole 1991 Hip-House Club Mix) 6:47
- B1	Gonna Make You Sweat (Everybody Dance Now) (The 1991 House Dub/Bonus Beats) 7:30
- B2	Gonna Make You Sweat (Everybody Dance Now) (The 1991 Radio Remix) 4:19

## Slágerlisták és eladások

### Heti összesítések
| Slágerlista (1990–91)                           | Legjobb helyezés |
| ----------------------------------------------- | ---------------- |
| Ausztrália (ARIA)                               | 3                |
| Ausztria (Ö3 Austria Top 40)                    | 1                |
| Belgium (Ultratop 50 Flanders)                  | 5                |
| Belgium (VRT Top 30 Flanders)                   | 3                |
| Canadian RPM 10 Dance                           | 1                |
| Canadian RPM Top Singles                        | 6                |
| Finland (Suomen virallinen lista)               | 8                |
| Franciaország (Single Top 100)                  | 43               |
| Németország (Media Control Charts)              | 1                |
| Ireland (IRMA)                                  | 13               |
| Italy (FIMI)                                    | 26               |
| Hollandia (Top 40)                              | 2                |
| Hollandia (Single Top 100)                      | 1                |
| Új-Zéland (Recorded Music NZ)                   | 2                |
| Norvégia (VG-lista)                             | 5                |
| Spain (AFYVE)                                   | 2                |
| Svédország (Sverigetopplistan)                  | 5                |
| Svájc (Schweizer Hitparade)                     | 1                |
| UK Singles (Official Charts Company)            | 3                |
| US Billboard Hot 100                            | 1                |
| US Billboard Hot Dance Club Play                | 1                |
| US Billboard Hot Dance Music/Maxi-Singles Sales | 1                |
| US Billboard Hot R&B/Hip-Hop Singles            | 1                |

### Év végi összesítések
| Chart (1991)                    | Position |
| ------------------------------- | -------- |
| Ausztrália (ARIA)               | 26       |
| Ausztria (Ö3 Austria Top 40)    | 30       |
| Kanada Canada Top Singles (RPM) | 59       |
| Kanada Canadian RPM Dance Chart | 2        |
| Hollandia (Dutch Top 40)        | 17       |
| Új-Zéland (Recorded Music NZ)   | 8        |
| Svájc (Schweizer Hitparade)     | 13       |
| US Billboard Hot 100            | 3        |

### Minősítések
| Ország                           | Minősítés | Eladások  |
| -------------------------------- | --------- | --------- |
| Amerikai Egyesült Államok (RIAA) | Platina   | 1.000.000 |

## A dal egyéb médiában
A dal több filmben, tv sorozatban, videójátékban szerepelt.

### Filmben
- 1991 – The Super (Háziúr)[38]
- 1992 – Sister Act Apáca show[39]
- 1995 – Man of the House (Szemtelen szemtanúk)
- 1996 – Space Jam (Space Jam – Zűr az űrben)[40]
- 2002 – The Adventures of Pluto Nash (Pluto Nash – Hold volt, hol nem volt...)[41]
- 2003 – Something's Gotta Give (Minden végzet nehéz)
- 2003 – Old School – (Sulihuligánok)[42]
- 2005 – The Robots (Robotok)
- 2005 – Jarhead Bőrnyakúak
- 2005 – Chicken Little (Csodacsibe)[43]
- 2006 – Flushed Away (Elvitte a víz)[44]
- 2007 – Evan Almighty (Evan, a minden6ó)[45]
- 2008 – Madagascar Escape 2 Africa (Madagaszkár 2.)[46]
- 2009 – Superstar (Szupersztár)[47]
- 2011 – Detention (Elzárás)[48]
- 2013 – Pain and Gain[49]
- 2014 – A Fairly Odd Summer (Tündéri keresztszülők csodálatos nyaralása)[50]

### Videójáték
- 2017 – NBA 2K18

### TV-sorozatok
A dal hallható volt az 1990-1991 között futó Alpha" of The Flash című sorozat két epizódjában is, az 1990 és 1996 között futó The Fresh Prince of Bel-Air című amerikai komédiában, melyben Will Smith is szerepelt. A The King of Queens című komédiában, az amerikai So You Think You Can Dance című sorozatban. 2011-ben a The Ellen DeGeneres Show műsorában, az amerikai The Office sorozat Cafe Disco című epizódjában, az Amerikai fater című sorozatban 3 évadában, amikor Stan egy nőt szeret. A 30 Rock című amerikai szatirikus sorozat Retreat to Move Forward című epizódjában, 1997-ben a A Simpson család Homér fóbiája című epizódjában, valamint a 2011-ben bemutatott 22. évad egyik epizódjában. A Madagaszkár 3 és a Bob burgerfalodája című filmsorozatokban. A dal hallható volt az American Crime Story: Az O. J. Simpson-ügy 4. epizódjában, ahol ezzel a dallal kezdődik a film.

## Feldolgozások
- 1991-ben a Sissy Penis Factory feldolgozta a dalt Everybody Fuck Now címmel.[52]
- 2006-ban a francia DJ Bob Sinclar feldolgozta a dalt, mely több slágerlistán is helyezett volt.
- 2011-ben a norvég Combichrist saját változatát készítette el a Das Bunker (Choice of a New Generatino) című válogatás albumára.[53]
- Ívi Adámu görög énekesnő saját változatát adta elő a Mad Video Music Awards díjkiosztón.
- 2012-ben az angol Skepta saját változatát jelentette meg Make Peace Not War címmel, mely a magyar slágerlistára is felkerült a 8. helyre.[54]
- A dal elhangzott a Magagaszkár 3. című filmben is.
- Danny Jacobs színész is elődta a dalt.
- A panamai Aldo Ranks Mueve Mami címmel adta elő a dalt.
- 2012-ben az ausztrál Justice Crew és Bonnie Anderson rögzítették saját verziójukat, mely az ausztrál reality televíziós sorozatban az Everybody Dance Now-ban hangzott el. A dalt 2012. augusztus 3-án letölthetővé tették,[55] illetve a YouTube Justine Crew VEVO-n is elérhetővé vált 2012. augusztus 17-én. A dalt az ausztrál Network 10 televíziós csatorna promotálta, azonban nem volt slágerlistás helyezés Ausztráliában.[56]